# Apple mobil alkalmazásprocesszorok
Az Apple Inc. számos egylapkás rendszert (SoC) és egytokos rendszert (system in package, SiP) fejlesztett ki mobil alkalmazásprocesszorok szerepére, mobil fogyasztói-elektronikai eszközeinek meghajtására. A mobil eszközökben általános, szigorú teljesítmény- és méretbeli megszorításoknak megfelelően ezekben a csipekben egy központi egységet és egyéb komponenseket helyeznek el egyetlen kompakt fizikai tokozásban. Az Apple hardvertechnológiai részlegét Johny Srouji rangidős alelnök irányítja.

## Korai sorozat
Az Apple "A" csipsorozat bevezetése előtt a cég több eltérő egylapkás rendszert (SoC) használt az iPhone és iPod Touch korai kiadásaiban. Ezeket a csipeket a Samsung gyártotta az Apple specifikációinak megfelelően. A csipek egy ARM-alapú feldolgozó magot (CPU), egy grafikai feldolgozóegységet (GPU), és egyéb elektronikát integráltak egyetlen tokozásban, az adott mobil eszköz számítástechnikai funkcióinak ellátására.
Az APL0098 (azaz 8900B vagy S5L8900 kódjelű csip) egy package on package (PoP) felépítésű egylapkás rendszer (SoC). 2007. június 29-én mutatták be az eredeti iPhone megjelenésekor. Egy 412 MHz-es órajelű egymagos ARM11 processzort és egy PowerVR MBX Lite GPU-t tartalmaz. A Samsung gyártotta 90 nm-es eljárással.
Az APL0278 (avagy S5L8720) egy többszörös tokozású (PoP) egylapkás rendszer, amit 2008. szeptember 9-én mutattak be a második generációs iPod touch indulásakor. Egy 533 MHz-es órajelű egymagos ARM11 CPU-t és egy PowerVR MBX Lite GPU-t tartalmaz. A Samsung gyártotta 65 nm-es eljárással.
Az APL0298 (másként S5L8920) egy többszörös tokozású (PoP) egylapkás rendszer, 2009. június 8-án mutatták be az iPhone 3GS megjelenésekor. Egy 600 MHz egymagos Cortex-A8 CPU-t és egy PowerVR SGX535 GPU-t tartalmaz. A Samsung gyártotta 65 nm-es folyamattal. Ugyanennek a csipnek egy optikailag kicsinyített technikával készült, csökkentett csíkszélességű (die shrink) 45 nm-es változata is megjelent, az APL2298 (avagy S5L8922), amelyet 2009. szeptember 9-én mutattak be, a harmadik generációs iPod touch megjelenésével egyidőben.

## Az A sorozat
| \| \| \| \| \| \| \| \| \| \| \| \| \| \| \| \| \| \| \| \| A4 2010 márciusa \| \| \| \| \| \| \| \| \| \| \| \| \| \| \| \| \| \| \| \| \| \| \| \| \| \| \| \| \| \| \| \| \| \| A5 2011 márciusa \| \| \| \| \| \| \| \| \| \| \| \| \| \| \| \| \| \| \| \| \| \| \| \| \| \| \| \| \| \| \| \| \| \| \| \| \| \| \| \| \| \| A5X 2012 márciusa \| \| \| \| \| \| \| \| \| A6 2012 szeptembere \| \| \| \| \| \| \| \| \| \| \| \| \| \| \| \| \| \| \| \| \| \| \| \| \| \| \| \| \| \| \| \| \| \| \| \| \| \| \| \| \| \| A6X 2012 októbere \| \| \| \| \| \| \| \| \| \| \| \| \| \| \| \| \| \| \| \| \| \| \| \| \| \| \| \| \| \| \| \| \| \| \| \| \| \| \| \| \| \| \| \| \| \| \| \| \| \| \| \| \| \| \| \| \| \| \| \| A7 2013 szeptembere \| \| \| \| \| \| \| \| \| \| \| \| \| \| \| \| \| \| \| \| \| \| \| \| \| \| \| \| \| \| \| \| \| \| A8 2014 szeptembere \| \| \| \| \| \| \| \| \| \| \| \| \| \| \| \| \| \| \| \| \| \| \| \| \| \| \| \| \| \| \| \| \| \| \| \| \| \| \| \| \| \| A8X 2014 októbere \| \| \| \| \| \| \| \| \| A9 2015 szeptembere \| \| \| \| \| \| \| \| \| \| \| \| \| \| \| \| \| \| \| \| \| \| \| \| \| \| \| \| \| \| \| \| \| \| \| \| \| \| \| \| \| \| A9X 2015 novembere \| \| \| \| \| \| \| \| \| \| \| \| \| \| \| \| \| \| \| \| \| \| \| \| \| \| \| \| \| \| \| \| \| \| \| \| \| \| \| \| |  |                     |  |  |  |  |  |  |  |                    |  |  |  |  |  |
| Jegyzetek: |  |                     |  |  |  |  |  |  |  |                    |  |  |  |  |  |
| |  |                     |  |  |  |  |  |  |  |                    |  |  |  |  |  |
| |  | A4 2010 márciusa    |  |  |  |  |  |  |  |                    |  |  |  |  |  |
| |  |                     |  |  |  |  |  |  |  |                    |  |  |  |  |  |
| |  | A5 2011 márciusa    |  |  |  |  |  |  |  |                    |  |  |  |  |  |
| |  |                     |  |  |  |  |  |  |  |                    |  |  |  |  |  |
| |  |                     |  |  |  |  |  |  |  | A5X 2012 márciusa  |  |  |  |  |  |
| |  | A6 2012 szeptembere |  |  |  |  |  |  |  |                    |  |  |  |  |  |
| |  |                     |  |  |  |  |  |  |  |                    |  |  |  |  |  |
| |  |                     |  |  |  |  |  |  |  | A6X 2012 októbere  |  |  |  |  |  |
| |  |                     |  |  |  |  |  |  |  |                    |  |  |  |  |  |
| |  |                     |  |  |  |  |  |  |  |                    |  |  |  |  |  |
| |  |                     |  |  |  |  |  |  |  |                    |  |  |  |  |  |
| |  | A7 2013 szeptembere |  |  |  |  |  |  |  |                    |  |  |  |  |  |
| |  |                     |  |  |  |  |  |  |  |                    |  |  |  |  |  |
| |  | A8 2014 szeptembere |  |  |  |  |  |  |  |                    |  |  |  |  |  |
| |  |                     |  |  |  |  |  |  |  |                    |  |  |  |  |  |
| |  |                     |  |  |  |  |  |  |  | A8X 2014 októbere  |  |  |  |  |  |
| |  | A9 2015 szeptembere |  |  |  |  |  |  |  |                    |  |  |  |  |  |
| |  |                     |  |  |  |  |  |  |  |                    |  |  |  |  |  |
| |  |                     |  |  |  |  |  |  |  | A9X 2015 novembere |  |  |  |  |  |
| |  |                     |  |  |  |  |  |  |  |                    |  |  |  |  |  |
| |  |                     |  |  |  |  |  |  |  |                    |  |  |  |  |  |

Az Apple "Ax" sorozat egy egylapkás rendszer-család. A sorozat csipjeit az iPhone, iPad, iPod Touch, és Apple TV eszközökben alkalmazták. Ezekben egy vagy több ARM-alapú feldolgozó magot (CPU), egy grafikai feldolgozóegységet (GPU), gyorsítótár-memóriát és további elektronikát integráltak egy fizikai tokba, a szükséges mobil számítástechnikai funkciók ellátásához. A csipeket az Apple tervezte, a Samsung és TSMC gyártotta.

### Apple A4
Az Apple A4 egy az Apple Inc. által tervezett PoP kiépítésű, többrétegű tokozású egylapkás rendszer (SoC), amit a Samsung gyártott. Ebben a csipben egy ARM Cortex-A8 CPU mellé egy PowerVR GPU-t építettek, a hatásfok növelése érdekében. A csip kereskedelmileg az Apple iPad tablet kiadásával debütált, amit nem sokkal később az iPhone 4 okostelefon, a 4. generációs iPod Touch és a 2. generációs Apple TV követett. Utódja a következő évben kibocsátott iPad 2-ben megjelent Apple A5 processzor.
Az Apple A4 az ARM processzor architektúrán alapul. Az iPad számára készült első kibocsátott verzió 1 GHz-en futott és egy ARM Cortex-A8 processzormagot tartalmazott, amelyet egy PowerVR SGX 535 grafikai processzorral párosítottak. A csip a Samsung 45 nanométeres szilíciumlapka-gyártási eljárásával készült. Órajelfrekvenciája az iPhone 4 és az iPod Touch (4. generáció) eszközökben 800 MHz volt. Az Apple TV-ben alkalmazott órajelet nem közölték.
Az A4-esben felhasznált Cortex-A8 magba feltételezhetően egyedi teljesítményjavító technikákat is beépítettek, amiket a később az Apple által felvásárolt Intrinsity csiptervező cég fejlesztett ki, a Samsunggal együttműködve. Az így előállt „Hummingbird” kódnévvel jelölt mag más megvalósításoknál jóval magasabb órajeleken futhat, miközben teljesen kompatibilis marad az ARM Cortex-A8 kialakításával. A teljesítményt tovább javítja a hozzáadott L2 gyorsítótár. Az A4-be épített Cortex-A8 CPU maggal azonos magot használ a Samsung S5PC110A01 egylapkás rendszer (SoC) is. Az A4-esbe épített SGX 535 GPU grafikai teljesítménye elméletileg másodpercenként 35 millió poligon és 500 millió pixel lehet, bár valós, gyakorlatban elért teljesítménye ennél lényegesen kisebb lehet.
Az A4 processzor nem tartalmaz tokon belüli RAM-ot, de támogatja PoP kiépítést. Így az első generációs iPad, a 4. generációs iPod Touch, és a második generációs Apple TV olyan tokot kapott, amelyben két kis fogyasztású 128 MiB DDR SDRAM csipet szereltek az A4 tetejére. Az iPhone 4-nek két 256 MiB-os memóriacsipje van, összesen 512 MiB. A processzort a RAM-mal az ARM 64 bites szélességű AMBA 3 AXI sínje köti össze. Az iPad magas grafikai sávszélesség-igényének támogatására a RAM adatsín szélességét duplájára növelték az előző ARM11- és ARM9-alapú Apple eszközökéhez képest.

### Apple A5
Az Apple A5 egy 32 bites egylapkás rendszer, amelyet az Apple Inc. tervezett és a Samsung gyártott. Az A4 processzorokat váltotta fel. A csip kereskedelmileg az Apple iPad 2 tabletjében jelent meg 2011 márciusában, ezt követte következő kiadása az iPhone 4S okostelefonban, ugyanebben az évben. Az Apple állításai szerint az előd A4-es csippel összehasonlítva az A5-ös CPU „kétszer annyi munkát tud elvégezni”, a GPU grafikai teljesítménye pedig „akár kilencszerese” elődjének.
Az A5 egy kétmagos ARM Cortex-A9 CPU-t tartalmaz az ARM NEON márkanevű fejlett SIMD kiterjesztésével és egy kétmagos PowerVR SGX543MP2 GPU-t. Ez a GPU 70 és 80 millió közötti számú poligon renderelésére képes másodpercenként, pixelkitöltési rátája 2 milliárd pixel másodpercenként. Az iPad 2 műszaki specifikációja szerint az A5 órajele 1 GHz, miközben a processzor képes dinamikusan vezérelni az órajel frekvenciáját, hogy kímélje az akkumulátor-kapacitást. Az iPhone 4S-be épített egység órajele 800 MHz. Az A4-eshez hasonlóan, az A5 is 45 nm-es csíkszélességű eljárással készült.
Az A5 processzornak egy frissített, 32 nm-es verzióját építették a harmadik generációs Apple TV-be valamint az 5. generáció iPod touch, az iPad Mini és az újabb változatú iPad 2 (iPad 2,4) eszközökbe. A Apple TV-be épített csipben egy mag ki van kapcsolva. A tok jelölései szerint a csip kódjele APL2498, szoftveres kódja S5L8942. A 32 nm változatú A5-ös közel 15%-kal jobb akkumulátorkapacitást biztosít webes böngészés alatt, a javulás 30%-os a 3D-s játékok futtatásakor és hozzávetőleg 20% videólejátszás alatt.
2013 márciusában az Apple megjelentette a harmadik generációs Apple TV egy frissített változatát (AppleTV 3,2), ezt egy kisebb, egymagos A5 processzorváltozattal szerelték. Ellentétben az A5-ös többi változatával, ez verzió nem package-on-package (PoP) technikával készült alkatrész, nincs benne beépített RAM. A csip igen kicsi, éppen csak 6,1 × 6,2 mm, de mivel a méretcsökkenés nem a csíkszélesség csökkenésének köszönhető (változatlanul 32 nm-es eljárással készül), ez azt mutatja, hogy ez az A5 revízió egy teljesen újratervezett csip. Jelölése szerint a neve APL7498, szoftveres kódja S5L8947.

### Apple A5X
Az Apple A5X egy Apple tervezésű 32 bites egylapkás rendszer. A harmadik generációs iPad megjelenésével együtt mutatták be 2012. március 7-én. Ez az Apple A5 egy nagy teljesítményű változata, a cég állítása szerint grafikai teljesítménye a kétszerese az A5-ének. A csipet később az Apple A6X processzor váltja fel a negyedik generációs iPadben.
A csip jellemzői: kétmagos ARM Cortex-A9 1 GHz-es órajelű CPU, egy négymagos grafikai egység (PowerVR SGX543MP4), egy négycsatornás memóriavezérlő, amely 12,8 GB/s memória-sávszélességet biztosít, közel háromszor akkorát, mint az A5-ben ami van. A hozzáadott grafikai magok és az extra memóriacsatornák nagy lapkaméretet eredményeztek: 165 mm2, ez például az Nvidia Tegra 3 csip méretének kétszerese. A felület legnagyobb részét a nagy PowerVR SGX543MP4 GPU teszi ki. A kettős ARM Cortex-A9 mag órajelfrekvenciája ugyanúgy 1 GHz, mint az A5-ösben. Az A5X-ben a RAM külön lett választva a főprocesszor tokozásától.

### Apple A6
Az Apple A6 egy 32 bites package on package (PoP) felépítésű egylapkás rendszer az Apple tervezésében, amelyet 2012. szeptember 12-én, az iPhone 5 indulásával egyidőben mutattak be, aztán egy évvel később ugyanezt örökölte az annak kisebb utóda, az iPhone 5C. Az Apple állításai szerint ez a csip akár kétszer olyan gyors és grafikai teljesítménye akár kétszer akkora lehet, mint elődjének, az Apple A5-nek. A csip 22%-kal kisebb és kevesebb energiát fogyaszt, mint a 45 nm-es A5.
Az A6 az elemzések szerint 1,3 GHz-es órajelen működik, egyedi Apple tervezésű, ARMv7 alapú kétmagos CPU, kódneve Swift, és nem az ARM-tól licencelt ARM CPU, mint amilyenek a korábbi kialakításokban szerepeltek. Egy integrált 266 MHz-es, hárommagos PowerVR SGX 543MP3 GPU-t tartalmaz. A Swift mag az A6-ban egy új, megváltoztatott utasításkészletet tartalmaz, az ARMv7s jelűt, amelyben megtalálhatók az ARM Cortex-A15 készlet egyes elemei, mint például az Advanced SIMD v2 támogatása és a VFPv4. Az A6-ost a Samsung gyártja 32 nm-es magas k-együtthatós fém kapus (HKMG) eljárással.

### Apple A6X
Az Apple A6X egy 32 bites egylapkás rendszer (SoC), amelyet az Apple tervezett, és a negyedik generációs iPad bemutatásával együtt jelentetett meg 2012. október 23-án. Ez a csip az Apple A6 nagy teljesítményű változata. Az Apple állítja, hogy az A6X CPU teljesítménye kétszerese, grafikai teljesítménye pedig legfeljebb kétszerese elődjének, az Apple A5X-nek.
Az A6-hoz hasonlóan ez a csip továbbra is a kétmagos Swift CPU-t alkalmazza, de ebbe egy új négymagos GPU és négycsatornás memória került, és a CPU órajele kissé magasabb: 1,4 GHz. Az integrált négymagos PowerVR SGX 554MP4 grafikai processzor (GPU) 300 MHz-en fut és négycsatornás memória alrendszert használ. Az A6-tal összehasonlítva az A6X 30%-kal nagyobb. Szintén a Samsung gyártja, 32 nm-es magas k-együtthatós fém kapus (HKMG) folyamattal.

### Apple A7
Az Apple A7 egy az Apple által tervezett 64 bites többszörös tokozású (PoP) egylapkás rendszer (SoC). Az iPhone 5S-ben jelent meg 2013. szeptember 10-én, annak bemutatásával egyidőben. Változatait az iPad Mini 2 és iPad Mini 3 eszközökbe építették. Az Apple állítja, hogy a csip sebessége és grafikai teljesítménye akár kétszerese elődje, az A6 csip megfelelő értékeinek.
Az A7 legfőbb jellemzői: Apple tervezés, 1,3–1,4 GHz-es órajel, 64 bites architektúrájú ARMv8-A típusú kétmagos CPU, – kódneve Cyclone, és egy integrált PowerVR G6430 GPU egy négy klaszteres konfigurációban. Az ARMv8-A architektúra megkétszerezi a regiszterek számát a megelőző ARMv7-éhez képest, így az A7-nek kétszer annyi regisztere van, mint az A6-nak. Ez 31 64 bites általános célú regisztert jelent, valamint 32 darab 128 bit széles lebegőpontos NEON regisztert. Az A7-est a Samsung gyártja 28 nm-es magas k-együtthatós fém kapus (HKMG) folyamattal, és a csip több mint 1 milliárd tranzisztort tartalmaz a 102 mm2 méretű lapkán.

### Apple A8
Az Apple A8 egy többszörös tokozású (PoP) 64 bites egylapkás rendszer, amelyet az Apple tervezett és a TSMC gyártott. Az iPhone 6 és iPhone 6 Plus készülékekben jelent meg, amelyeket 2014. szeptember 9-én mutattak be. Egy évvel később ugyanilyen processzor hajtja meg az iPad Mini 4-et. Az Apple marketingkommunikáció szerint a CPU 25%-kal nagyobb teljesítményű, grafikai teljesítménye 50%-kal nagyobb, miközben fogyasztása 50%-kal kisebb, mint elődjének, az Apple A7-nek.
Az A8 csipet az Apple tervezésű 1,4 GHz-es 64 bites ARMv8-A típusú kétmagos CPU és egy integrált négy klaszteres konfigurációjú PowerVR GX6450 GPU jellemzi. Az A8-at (a Samsung helyett) már a TSMC gyártotta 20 nm-es folyamattal. A csip 2 milliárd tranzisztort tartalmaz. Annak ellenére, hogy tranzisztorszáma kétszerese az A7-esének, azzal összehasonlítva fizikai mérete 89 mm2-re csökkent (13%-ával): ez a csökkenés megfelel a csíkszélesség csökkentésének, és nincs adat arról, hogy új mikroarchitektúrát vezettek volna be.

### Apple A8X
Az Apple A8X egy továbbra is Apple tervezésű 64 bites egylapkás rendszer, amit az iPad Air 2 indulásával együtt mutattak be 2014. október 16-án. Ez az Apple A8 nagy teljesítményű változata. A cég állítása szerint ez a processzor 40%-kal nagyobb CPU teljesítményt és 2,5-szeres grafikai teljesítményt nyújt elődjéhez, az Apple A7-hez képes.
Az A8-cal ellentétben ez az egylapkás rendszer hárommagos CPU-t, újabb nyolcmagos GPU-t, kétcsatornás (dual channel) memóriát és kissé magasabb 1,5 GHz-es CPU órajelfrekvenciát használ. Az Apple azért döntött 3 processzormag beépítése mellett, mert úgy gondolták, hogy a két mag már kevés, de a négyet még nem tudják a programok hatékonyan kihasználni. Integrált 450 MHz-en futó nyolcmagos PowerVR GXA6850 grafikai processzort tartalmaz, kétcsatornás memória-alrendszerrel. A TSMC gyártja saját 20 nm-es gyártási eljárásával. A csip 3 milliárd tranzisztorból áll.

### Apple A9
Az Apple A9 egy Apple tervezésű 64 bites ARM alapú egylapkás rendszer. Az iPhone 6S és 6S Plus készülékekben jelent meg, 2015. szeptember 9-én. Az Apple szerint 70%-kal nagyobb CPU teljesítményt és 90%-kal nagyobb grafikai teljesítményt nyújt elődjéhez, az Apple A8-hoz képest. Ezt a csipet több cég gyártja, elsőként az Apple rendszerek között: a Samsung 14 nm-es FinFET LPE eljárásával, és a TSMC saját 16 nm-es FinFET folyamatával. Később az iPhone SE is ezt a processzort használta. Két magot tartalmaz, az L2 cache mérete 3 MByte, az L3 cache mérete pedig 4 MByte.

### Apple A9X
Az Apple A9X egy Apple tervezésű 64 bites egylapkás rendszer Az iPad Pro készülékben jelent meg, amelyet 2015. szeptember 9-én jelentettek be és végül 2015. november 11-én jelent meg. Állítólag kétszeres memória-sávszélességet és kétszeres memóriateljesítményt nyújt elődjéhez, az Apple A8X-hez képest. A TSMC gyártja 16 nm-es FinFET folyamattal.

### Apple A10 Fusion
Az Apple A10 Fusion egy Apple tervezésű 64 bites ARM alapú egylapkás rendszer. Első megjelenése az iPhone 7 és 7 Plus készülékekben volt, 2016. szeptember 7-én. Egy új négymagos kialakítást alkalmaz: két nagy teljesítményű mag a nagy teljesítményigényű feladatok, pl. játékok számára, és két energiatakarékos mag a normál feladatok számára, egy az ARM big.LITTLE technológiájához hasonló elrendezésben. A TSMC gyártja 16 nm-es FinFET folyamatával.

## Az M sorozat
Az Apple M sorozat egy olyan egycsipes rendszercsalád (SoC), amelyet a 2020 novemberétől kezdve megjelent Mac számítógépekben, a 2021 áprilisától megjelent iPad Pro táblagépekben, a 2022 márciusától megjelent iPad Air táblagépekben és a Vision Pro-ban használnak. Az M jelölést korábban az Apple mozgásérzékelő koprocesszoraira használták, de az új értelmezésben ezek nagy teljesítményű processzorok.

## Az S sorozat
Az Apple „Sx” sorozat egy az Apple Watch-ban alkalmazott egytokos rendszer (SiP)-család. Ezek a rendszerek testre szabott alkalmazásprocesszort tartalmaznak memóriarendszerrel, tárolóval, vezeték nélküli kapcsolatokat támogató processzorokkal, érzékelőkkel és bemeneti/kimeneti rendszerrel együtt, így egy teljes számítógépet alkotnak egy egyetlen tokban. Az Apple tervezi ezeket, és szerződött gyártók állítják elő, például a Samsung.

### Apple S1
Az Apple S1 egy Apple által tervezett integrált számítógép és mint olyan, tartalmaz memóriát, tárolóhelyet és támogató áramköröket, például vezeték nélküli modemeket és bemeneti/kimeneti vezérlőket egyetlen zárt integrált tokozásban. 2014. szeptember 9-én jelentették be a „Bárcsak többet mondhatnánk” esemény keretén belül. Elsőként az Apple Watch-ban jelent meg.

#### Apple S1P
Az Apple Watch Series 1 készülékbe épített kompakt számítógép. Kétmagos processzorral rendelkezik, amely megegyezik az S2-vel, a beépített GPS-vevőt leszámítva. Ugyanazt a kétmagos CPU-t tartalmazza, ugyanazokkal az új GPU képességekkel, mint az S2, így körülbelül 50%-kal gyorsabb, mint az S1.

### Apple S2
Az Apple Watch Series 2-ben alkalmazott számítógépegység. Kétmagos processzorral és beépített GPS-vevővel rendelkezik. Az S2 két magja 50%-kal nagyobb teljesítményt nyújt, a GPU pedig kétszer annyit, mint az elődje, és a teljesítménye az Apple S1P-hez hasonló.

### Apple S3
Az Apple Watch Series 3-ban alkalmazzák. Az Apple S2-nél 70%-kal gyorsabb kétmagos processzorral és beépített GPS-vevővel rendelkezik. Lehetőség van benne mobilmodem és belső eSIM modul beépítésére is. Tartalmazza a W2 csipet is. Az S3 tartalmaz egy barometrikus magasságmérőt, a W2 vezeték nélküli csatlakozási processzort, és néhány modellben UMTS (3G) és LTE (4G) mobil modemeket, melyeket a beépített eSIM szolgál ki.

### Apple S4
Az Apple Watch Series 4-ben használják. Ez vezette be a 64 bites ARMv8 architektúrájú processzormagok alkalmazását az Apple Watch termékvonalba, két Tempest magon keresztül, amik az A12-ben is megtalálhatók, energiatakarékos magok szerepében. Kis mérete ellenére a Tempest 3 utasítás széles dekódolású sorrendtől eltérő (out-of-order) végrehajtású szuperskalár kialakítás, ami sokkal erősebbé teszi az előző sorrendi végrehajtású magoknál.
Az S4 tartalmaz egy neurális motort (Neural Engine), azaz képes a Core ML használatára.
Ezt a watchOS 6-tól kezdve harmadik féltől származó alkalmazások is használhatják. A SiP tartalmaz még egy új gyorsulásmérő és giroszkóp funkcionalitást, ami elődjéhez képest a mérhető értékek dinamikatartományának kétszeresével rendelkezik, valamint képes az adatok 8-szoros sebességgel történő mintavételezésére. Tartalmazza a W3 vezeték nélküli csipet, ami támogatja a Bluetooth 5-öt. Egy új egyedi GPU-t is tartalmaz, amely képes a Metal API használatára.

### Apple S5
Az Apple Watch Series 5-ben, a Watch SE-ben és a HomePod miniben használják.
Az S4 egyedi 64 bites kétmagos processzorát és GPU-ját egy beépített magnetométerrel egészíti ki.

### Apple S6
A Apple Watch Series 6-ban használják. Egyedi 64 bites kétmagos processzorral rendelkezik, ami legfeljebb 20 százalékkal gyorsabb, mint az S5 processzora. Az S6-ban lévő kétmagos processzor az A13 Bionic energiahatékony „kis (Little)” szerepű Thunder magjain alapul, 1,8 GHz-es órajelen. Az S4-hez és az S5-höz hasonlóan, ez is tartalmazza a W3 vezeték nélküli csipet. Az S6 bővítményei az új U1 ultraszélessávú csip, egy mindig bekapcsolt magasságmérő, és az 5 GHz-es Wi-Fi.

### Apple S7
Az Apple Watch Series 7 készülékben és a második generációs HomePod-ban használják. Az S7 CPU ugyanazzal a T8301 azonosítóval és hivatkozott teljesítménnyel rendelkezik, mint az S6. Ez a második felhasználása az energiahatékony „little” szerepű Thunder magoknak az A13 Bionic rendszerből (SoC).

### Apple S8
Az Apple Watch SE-ban (2. generáció), Watch Series 8, és Watch Ultra eszközökben használták. Az S8 CPU ugyanazzal a T8301 azonosítóval és hivatkozott teljesítménnyel rendelkezik, mint az S6 és az S7. Ez az utolsó olyan CPU, ami az A13 Bionic energiahatékony „little” Thunder magjait használja.

### Apple S9
Az Apple Watch Series 9 és a Watch Ultra 2 készülékekben használják. Az S9 egy új kétmagos CPU-val rendelkezik, ami 60 százalékkal több tranzisztort, mint az S8, egy új négymagos Neural Engine és az új U2 ultra-szélessávú csip került bele. Az U2 csip az U1 továbbfejlesztett változata, szerepe az Apple eszközök keresése, térbeli érzékelő és digitális kulcs funkciók ellátása. A S9-ben lévő kettős magok az A16 Bionic energiatakarékos „little” Sawtooth magokon alapulnak.

### Apple S10
Az Apple Watch Series 10 készülékben használják. Az S10 CPU az energiahatékony A16 Bionic „little” Sawtooth magok második alkalmazása.

### Az „S” sorozatú processzorok
| Név | Modellszám | Kép | Félvezetőtechnológia | Lapkaméret | CPU ISA         | CPU                           | Gyorsítótár                   | GPU                      | memóriatechnológia | Modem                               | Első kiadás          |
| --- | ---------- | --- | -------------------- | ---------- | --------------- | ----------------------------- | ----------------------------- | ------------------------ | ------------------ | ----------------------------------- | -------------------- |
| S1  | APL 0778   |     | 28 nm Hκ MG          | 32 mm2     | ARMv7k          | 520 MHz-es egymagos Cortex-A7 | L1 (adat): 32 KiB L2: 256 KiB | PowerVR Series 5         | LPDDR3             |                                     | 2015. április 24.    |
| S1P | ~          |     | ~                    | ~          | ARMv7k          | 520 MHz-es kétmagos Cortex-A7 | L1 (adat): 32 KiB             | PowerVR Series 6 'Rogue' | LPDDR3             |                                     | 2016. szeptember 12. |
| S2  | ~          |     | ~                    | ~          | ARMv7k          | 520 MHz-es kétmagos Cortex-A7 | L1 (adat): 32 KiB             | PowerVR Series 6 'Rogue' | LPDDR3             |                                     | 2016. szeptember 12. |
| S3  | ~          |     | ~                    | ~          | ARMv7k          | kétmagos                      | ~                             | ~                        | LPDDR4             | Qualcomm MDM9635M Snapdragon X7 LTE | 2017. szeptember 22. |
| S4  | ~          |     | 7 nm (TSMC N7)       | ~          | ARMv8.3-A ILP32 | 1,59 GHz-es kétmagos Tempest  | L1 (adat): 32 KiB L2: 2 MiB   | Apple G11M               | ~                  | ~                                   | 2018. szeptember 21. |
| S5  | ~          |     | 7 nm (TSMC N7)       | ~          | ARMv8.3-A ILP32 | 1,59 GHz-es kétmagos Tempest  | L1 (adat): 32 KiB L2: 2 MiB   | Apple G11M               | ~                  | ~                                   | 2019. szeptember 20. |
| S6  | ~          |     | 7 nm (TSMC N7P)      | ~          | ~               | 1,8 GHz-es kétmagos Thunder   | L1 (adat): 48 KiB L2: 4 MiB   | ~                        | ~                  | ~                                   | 2020. szeptember 18. |
| S7  | ~          |     | 7 nm (TSMC N7P)      | ~          | ~               | 1,8 GHz-es kétmagos Thunder   | L1 (adat): 48 KiB L2: 4 MiB   | ~                        | ~                  | ~                                   | 2021. október 15.    |
| S8  | ~          |     | 7 nm (TSMC N7P)      | ~          | ~               | 1,8 GHz-es kétmagos Thunder   | L1 (adat): 48 KiB L2: 4 MiB   | ~                        | ~                  | ~                                   | 2022. szeptember 16. |
| S9  | ~          |     | 4 nm (TSMC N4P)      | ~          | ~               | kétmagos Sawtooth             | L1 (adat): 64 KiB L2: 4 MiB   | ~                        | ~                  | ~                                   | 2023. szeptember 22. |
| S10 | ~          |     | 4 nm (TSMC N4P)      | ~          | ~               | kétmagos Sawtooth             | L1 (adat): 64 KiB L2: 4 MiB   | ~                        | ~                  | ~                                   | 2024. szeptember 20. |

## A W sorozat
Az Apple Wx sorozat olyan egyedi gyártású processzorok sorozata, amely a vezeték nélküli fejhallgatókra fókuszál.

### Apple W1
Az Apple W1 csip egy igen kis méretű egylapkás rendszer (SoC), amelyet az Apple vezeték nélküli AirPod eszközeiben és Beats fejhallgatók kiválasztott változataiban alkalmaz. Ez Bluetooth Class 1 kapcsolatot tart fenn valamilyen számítógépes eszközzel és dekódolja a külső eszköz felől érkező hang- és adatfolyamot.

## Az Apple processzorok listája

### Az A sorozat
| Név        | modellszám | kép   | félvezető-technológia  | lapkaméret | tranzisztorszám | CPU ISA                        | CPU                                                                 | gyorsítótár                                                  | GPU                                                                 | memória technológia                                     | bevezetés              | alkalmazó eszköz                                                                               |
| ---------- | ---------- | ----- | ---------------------- | ---------- | --------------- | ------------------------------ | ------------------------------------------------------------------- | ------------------------------------------------------------ | ------------------------------------------------------------------- | ------------------------------------------------------- | ---------------------- | ---------------------------------------------------------------------------------------------- |
|            | APL0098    |       | 90 nm                  | 72 mm2     |                 | ARMv6                          | 412 MHz egymagos ARM11                                              | L1i: 16 KiB L1d: 16 KB                                       | PowerVR MBX Lite @ 103 MHz                                          | 16 bites egycsatornás 133 MHz LPDDR (533 MB/s)          | 2007 június            | - iPhone - iPod Touch (1. gen.) - iPhone 3G                                                    |
|            | APL0278    |       | 65 nm                  | 36 mm2     |                 | ARMv6                          | 412–533 MHz egymagos ARM11                                          | L1i: 16 KiB L1d: 16 KB                                       | PowerVR MBX Lite @ 103–133 MHz                                      | 32 bites egycsatornás 133 MHz LPDDR(1066 MiB/sec)       | 2008 szeptember        | - iPod Touch (2. gen.) - iPod Nano (4. gen.)                                                   |
|            | APL0298    |       | 65 nm                  | 71,8 mm2   |                 | ARMv7                          | 600 MHz egymagos Cortex-A8                                          | L1i: 32 KiB L1d: 32 KB L2: 256 KB                            | PowerVR SGX535 @ 150 MHz (1.2 GFLOPS)                               | 32 bites egycsatornás 200 MHz LPDDR (1,6 GB/s)          | 2009 június            | - iPhone 3GS                                                                                   |
| APL2298    |            | 45 nm | 41,6 mm2               |            | ARMv7           | 600–800 MHz egymagos Cortex-A8 | L1i: 32 KiB L1d: 32 KB L2: 256 KB                                   | PowerVR SGX535 @ 150–200 MHz (1.2–1.6 GFLOPS)                | 32 bites egycsatornás 200 MHz LPDDR (1,6 GB/s)                      | 2009 szeptember                                         | - iPod Touch (3. gen.) |                                                                                                |
| A4         | APL0398    |       | 45 nm                  | 53,3 mm2   |                 | ARMv7                          | 0.8–1.0 GHz egymagos Cortex-A8                                      | L1i: 32 KiB L1d: 32 KB L2: 512 KB                            | PowerVR SGX535 @ 200–250 MHz (1.6–2 GFLOPS)                         | 32 bites kétcsatornás 200 MHz LPDDR (3,2 GB/s)          | 2010 március           | - iPad (1. gen.) - iPhone 4 - iPod Touch (4. gen.) - Apple TV (2. gen.)                        |
| A5         | APL0498    |       | 45 nm                  | 122,2 mm2  |                 | ARMv7                          | 0.8–1.0 GHz kétmagos Cortex-A9                                      | L1i: 32 KiB L1d: 32 KB L2: 1 MB                              | PowerVR SGX543MP2 (kétmagos) @ 200–250 MHz (12.8–16 GFLOPS)         | 32 bites kétcsatornás 400 MHz LPDDR2-800 (6,4 GB/s)     | 2011 március           | - iPad 2 - iPhone 4S                                                                           |
| A5         | APL2498    |       | 32 nm HKMG             | 69,6 mm2   |                 | ARMv7                          | 0.8–1.0 GHz kétmagos Cortex-A9 Apple TV (ebben egy mag kikapcsolva) | L1i: 32 KiB L1d: 32 KB L2: 1 MB                              | PowerVR SGX543MP2 (kétmagos) @ 200–250 MHz (12.8–16 GFLOPS)         | 32 bites kétcsatornás 400 MHz LPDDR2-800 (6,4 GB/s)     | 2012 március           | - Apple TV (3. gen.) - iPad 2 (iPad2,4) - iPod Touch (5. gen.) - iPad Mini                     |
| A5         | APL7498    |       | 32 nm HKMG             | 37,8 mm2   |                 | ARMv7                          | egymagos Cortex-A9                                                  | L1i: 32 KB L1d: 32 KB L2: 1 MB                               | PowerVR SGX543MP2 (kétmagos) @ 200–250 MHz (12.8–16 GFLOPS)         | 32 bites kétcsatornás 400 MHz LPDDR2-800 (6,4 GB/s)     | 2013 március           | - Apple TV (AppleTV 3,2)                                                                       |
| A5X        | APL5498    |       | 45 nm                  | 165 mm2    |                 | ARMv7                          | 1,0 GHz kétmagos Cortex-A9                                          | L1i: 32 KiB L1d: 32 KB L2: 1 MB                              | PowerVR SGX543MP4 (négymagos) @ 250 MHz (32 GFLOPS)                 | 32 bites négycsatornás 400 MHz LPDDR2-800 (12,8 GB/s)   | 2012 március           | - iPad (3. gen.)                                                                               |
| A6         | APL0598    |       | 32 nm HKMG             | 96,71 mm2  |                 | ARMv7s                         | 1,3 GHz kétmagos Swift                                              | L1i: 32 KiB L1d: 32 KB L2: 1 MB                              | PowerVR SGX543MP3 (hárommagos) @ 266 MHz (25.5 GFLOPS)              | 32 bites kétcsatornás 533 MHz LPDDR2-1066 (8,528 GB/s)  | 2012 szeptember        | - iPhone 5 - iPhone 5C                                                                         |
| A6X        | APL5598    |       | 32 nm HKMG             | 123 mm2    |                 | ARMv7s                         | 1,4 GHz kétmagos Swift                                              | L1i: 32 KiB L1d: 32 KB L2: 1 MB                              | PowerVR SGX554MP4 (négymagos) @ 266 MHz (68.1 GFLOPS)               | 32 bites négycsatornás 533 MHz LPDDR2-1066 (17,1 GB/s)  | 2012 október           | - iPad (4. gen.)                                                                               |
| A7         | APL0698    |       | 28 nm HKMG             | 102 mm2    |                 | ARMv8-A                        | 1.3 GHz kétmagos Cyclone                                            | L1i: 64 KiB L1d: 64 KB L2: 1 MB L3: 4 MB (Inclusive)         | PowerVR G6430 (négymagos) @ 450 MHz (115.2 GFLOPS)                  | 64 bites egycsatornás 800 MHz LPDDR3-1600 (12,8 GB/s)   | 2013 szeptember        | - iPhone 5S - iPad Mini 2 - iPad Mini 3                                                        |
| A7         | APL5698    |       | 28 nm HKMG             | 102 mm2    |                 | ARMv8-A                        | 1.4 GHz kétmagos Cyclone                                            | L1i: 64 KiB L1d: 64 KB L2: 1 MB L3: 4 MB (Inclusive)         | PowerVR G6430 (négymagos) @ 450 MHz (115.2 GFLOPS)                  | 64 bites egycsatornás 800 MHz LPDDR3-1600 (12,8 GB/s)   | 2013 október           | - iPad Air                                                                                     |
| A8         | APL1011    |       | 20 nm HKMG             | 89 mm2     | ~2 milliárd     | ARMv8-A                        | 1.1–1.5 GHz kétmagos Typhoon                                        | L1i: 64 KiB L1d: 64 KB L2: 1 MB L3: 4 MB (inkluzíve)         | PowerVR GX6450 (négymagos) @ 450 MHz (115.2 GFLOPS)                 | 64 bites egycsatornás 800 MHz LPDDR3-1600 (12,8 GB/s)   | 2014 szeptember        | - iPhone 6 - iPhone 6 Plus - iPod touch (6. generáció) - iPad Mini 4 - Apple TV (4. generáció) |
| A8X        | APL1012    |       | 20 nm HKMG             | 128 mm2    | ~3 milliárd     | ARMv8-A                        | 1,5 GHz hárommagos Typhoon                                          | L1i: 64 KiB L1d: 64 KB L2: 2 MB L3: 4 MB (inkluzíve)         | PowerVR GXA6850 (nyolcmagos) @ 450 MHz (230.4 GFLOPS)               | 64 bites kétcsatornás 800 MHz LPDDR3-1600 (25,6 GB/s)   | 2014 október           | - iPad Air 2                                                                                   |
| A9         | APL0898    |       | 14 nm FinFET (Samsung) | 96 mm2     | >2 milliárd     | ARMv8-A                        | 1,85 GHz kétmagos Twister                                           | L1i: 64 KiB L1d: 64 KB L2: 3 MB L3: 4 MB (Victim)            | PowerVR GT7600 (hatmagos) @ 450 MHz (172.8 GFLOPS)                  | 64 bites egycsatornás 1600 MHz LPDDR4-3200 (25,6 GB/s). | 2015 szeptember        | - iPhone 6S - iPhone 6S Plus - iPhone SE                                                       |
| A9         | APL1022    |       | 16 nm FinFET (TSMC)    | 104,5 mm2  | >2 milliárd     | ARMv8-A                        | 1,85 GHz kétmagos Twister                                           | L1i: 64 KiB L1d: 64 KB L2: 3 MB L3: 4 MB (Victim)            | PowerVR GT7600 (hatmagos) @ 450 MHz (172.8 GFLOPS)                  | 64 bites egycsatornás 1600 MHz LPDDR4-3200 (25,6 GB/s). | 2015 szeptember        | - iPhone 6S - iPhone 6S Plus - iPhone SE                                                       |
| A9X        | APL1021    |       | 16 nm FinFET (TSMC)    | 147 mm2    | >3 milliárd     | ARMv8-A                        | 2.16–2.26 GHz kétmagos Twister                                      | L1 utasítás-gyorsítótár: 64 KB L1d: 64 KB L2: 3 MB L3: nincs | PowerVR 7XT Series (tizenkét magos egyedi kialakítás)(345.6 GFLOPS) | 64 bites kétcsatornás 1600 MHz LPDDR4-3200 (51,2 GB/s). | 2015 november          | - iPad Pro 12.9" - iPad Pro 9.7"                                                               |
| A10 Fusion | APL1W24    |       | 16 nm FinFET (TSMC)    | 125 mm²    | 3,3 milliárd    | ARMv8-A                        | 2,23 GHz négymagos (2+2 Fusion)                                     | nincs adat                                                   | hatmagos                                                            | LPDDR4                                                  | 2016 szeptember        | - iPhone 7 - iPhone 7 Plus                                                                     |

### A W sorozat
| Név | modellszám | kép | félvezető-technológia | lapkaméret | CPU ISA | CPU | gyorsítótár | GPU | memória technológia | bevezetés       | alkalmazó eszköz                                     |
| --- | ---------- | --- | --------------------- | ---------- | ------- | --- | ----------- | --- | ------------------- | --------------- | ---------------------------------------------------- |
| W1  |            |     |                       |            |         |     |             |     |                     | 2016 szeptember | - Apple AirPods - Beats Solo3 - Powerbeats3 - BeatsX |

## Hasonló platformok
- BCM2xxxx – Broadcom
- A31 – AllWinner
- Atom – Intel
- Exynos – Samsung
- i.MX – Freescale Semiconductor
- Jaguar és Puma – AMD
- MTxxxx – MediaTek
- NovaThor – ST-Ericsson
- OMAP – Texas Instruments
- RK3xxx – Rockchip
- Snapdragon – Qualcomm
- Tegra – Nvidia

## Fordítás
Ez a szócikk részben vagy egészben  az   Apple mobile application processors című angol Wikipédia-szócikk ezen változatának fordításán alapul.  Az eredeti cikk szerkesztőit annak laptörténete sorolja fel. Ez a jelzés csupán a megfogalmazás eredetét és a szerzői jogokat jelzi, nem szolgál a cikkben szereplő információk forrásmegjelöléseként.